# دان رومان (لاعب كرة قدم)
دان رومان (بالرومانية: Dan Roman)‏ (22 ديسمبر 1985 بكلوج نابوكا - ) هو لاعب كرة قدم روماني في مركز الهجوم. لعب مع سي إف آر كلوج ونادي بوتوشاني ونادي تارغو موريش ويو تي أي أراد وSCM Râmnicu Vâlcea ‏ وCS Sănătatea Servicii Publice Cluj ‏ وFC Hermannstadt ‏ وغلوريا بيستريتسا ‏ وفوركس براشوف ‏ وCS Gaz Metan Mediaș ‏.

## وصلات خارجية
- دان رومان على موقع قاعدة بيانات كرة القدم.إي يو (الإنجليزية)
- دان رومان على موقع Soccerway.com (الإنجليزية)